# Baamsum
Baamsum is een gehucht in de gemeente Eemsdelta in het oosten van de Nederlandse provincie Groningen. Het ligt aan de weg van Woldendorp naar Termunten. Tot de gemeentelijke herindeling van 1990 behoorde het bij de gemeente Termunten, daarna tot 2021 bij de gemeente Delfzijl. De Oude Ae stroomt langs het gehucht.
De naam komt in de middeleeuwen al voor als Bompsum en Baemzen. De betekenis zou volgens de Nieuwe Groninger Encyclopedie (1999) afgeleid zijn van heem (woonplaats) van Badumar. Baamsum vormde een zelfstandig dorp binnen het kerspel Groot-Termunten en had tot halverwege de vijftiende eeuw een eigen rechtstoel.
Iets ten westen van het gehucht lag tot het einde van de zestiende eeuw het Cisterciënzer klooster Menterne, ook bekend als Grijzemonnikenklooster. Het klooster werd gesticht aan het einde van de dertiende eeuw door monniken uit het klooster van Aduard. Op de plaats van het klooster staat een boerderij die Grijze Monnikenklooster heet.
Groningen: Steden en dorpen      Nederland: Provincies · Gemeenten